# Айзинген (Баден)
Айзинген (нем. Eisingen) — община в Германии, в земле Баден-Вюртемберг.
Подчиняется административному округу Карлсруэ. Входит в состав района Энц. Население составляет 4485 человек (на 31 декабря 2010 года). Занимает площадь 8,03 км².